# Lyle Ritz
Lyle Joseph Ritz (10 de enero de 1930 – 3 de marzo de 2017) fue un intérprete de ukulele estadounidense. Formó parte del prestigioso grupo de músicos de sesión de Los Ángeles conocido como Wrecking Crew desde los años 60 hasta los primeros años 80, contribuyendo en numerosos éxitos pop  de la época. En 2007 fue incluido en el Salón de la Fama del Ukelele y en el Musicians Hall of Fame and Museum.

## Biografía

### Inicios
Lyle Ritz comenzó su carrera musical en la Southern California Music Company de Los Ángeles. Responsable del departamento de instrumentos pequeños, destacó por la introducción del  ukelele, que por aquella época estaba siendo popularizado por Arthur Godfrey. 
Reclutado por el Ejército de los Estados Unidos durante la Guerra de Corea, Ritz se unió a la banda del ejército donde tocó la tuba y aprendió a tocar el bajo acústico. Mientras estaba de permiso, Ritz visitó la Music Company e interpretó algunas canciones en el ukelele a instancias de sus colegas. El guitarrista Barney Kessel, que actuaba como cazatalentos para Verve Records, se encontraba presente en dicha actuación y tras escucharlo le ofreció la posibilidad de grabar para la compañía.
Ritz publicó su primer disco de ukelele, How About Uke?, en 1957 y posteriormente, en 1959, publicó 50th State Jazz. Ambos discos fueron muy populares en Hawái y provocaron una oleada de nuevos intérpretes de ukelele. 

### The Wrecking Crew
A comienzos de los 60, Ritz cambió el ukelele por el bajo eléctrico y comenzó a trabajar como músico de sesión integrándose en el conocido grupo de músicos de estudio de Los Ángeles, The Wrecking Crew. Ritz participó en más de 5.000 grabaciones, incluidos éxitos como "A Taste of Honey" de Herb Alpert, "You've Lost That Lovin' Feelin'" de The Righteous Brothers o "Good Vibrations" de The Beach Boys. Trabajó también para artistas como Sonny & Cher, the Monkees, Herb Ohta, Dean Martin o Linda Ronstadt.  Además, participó en la grabación de música para series de televisión, como  The Rockford Files, Name That Tune y Kojak.
En 1979, Ritz fue contratado para tocar el ukelele en lugar de Steve Martin cuando Martin protagonizó The Jerk. En 1980, Ritz fue contratado como bajista para el programa televisivo Face the Music, un concurso de adivinanzas musicales.

### Intérprete de ukelele
En 1984, Roy Sakuma, productor musical e intérprete de ukelele buscó a Ritz para que actuara en el Annual Ukulele Festival en Hawái, donde comprobó lo popular que todavía seguían siendo sus trabajos con Verve records. Ritz regresó al festival durante los siguientes tres años. En 1988 se retiró de los escenarios, aunque siguió grabando y ese mismo año publicó su tercer álbum en solitario con la discográfica Roy Sakuma Records. En 1999, Jim Beloff, fundador de Flea Market Music, organizó el concierto UKEtopia en California. Entre las actuaciones más notables estuvo la de Bill Tapia y Ritz intercambiando improvisaciones de jazz..
En 2005, Ritz compró un ordenador portátil Apple y una copia de GarageBand, un software usado para realizar grabaciones caseras. Tras varios meses de trabajo, completó su cuarto álbum, No Frills, publicado en 2006. Ritz fue incluido en el Ukulele Hall of Fame en 2007.
Ritz falleció en Portland, Oregón en 2017, a la edad de 87 años.

## Discografía
- 1957  How About Uke? - Verve Records
- 1959 	50th State Jazz - Universal Distribution
- 1998 	Time - MVM
- 2001 	Ukulele Duo - JVC Victor
- 2004 	How About Uke? (Re-Release) -Verve Records
- 2005 	A Night of Ukulele Jazz Live at McCabe's - Flea Market Music
- 2006 	No Frills - Flea Market Music
- 2007 	I Wish You Love - CD Baby / PDX Uke
- 2007	Becky & Lyle Bossa Style - CD Baby